# Carlos Pedro Zilli
Carlos Pedro Zilli (Santa Cruz do Rio Pardo, 7 ottobre 1954 – Prabis, 31 marzo 2021) è stato un vescovo cattolico e missionario brasiliano.

## Biografia
Carlos Pedro Zilli nacque a Santa Cruz do Rio Pardo il 7 ottobre 1954 da José (morto il 18 gennaio 2018) e Teresinha de Jesus Zilli. Aveva cinque fratelli: Alicio, Alzira, Gilson e Donizetti. Ricevette il battesimo il 16 ottobre dello stesso anno dal frate domenicano Alberto Bortolan e la cresima il 19 settembre 1955 da monsignor Henrique Golland Trindade, vescovo di Botucatu.

### Formazione e ministero sacerdotale
Il 2 marzo 1976 entrò nel seminario del Pontificio istituto missioni estere ad Assis. Proseguì gli studi nei seminari dell'Istituto a Londrina e Florianópolis.
Il 6 luglio 1984 emise la promessa definitiva di appartenenza all'Istituto e il giorno successivo fu ordinato diacono da monsignor Alfonso Niehues, arcivescovo metropolita di Florianópolis. Il 5 gennaio 1985 fu ordinato presbitero a Ibiporã da monsignor Geraldo Majella Agnelo, arcivescovo metropolita di Londrina. Scelse come parola-guida della sua ordinazione un versetto della Prima lettera di Giovanni: "Ciò che noi abbiamo udito, ciò che noi abbiamo veduto con i nostri occhi, [...] noi lo annunziamo perché la nostra gioia sia perfetta" (1 Gv 1, 1 e 4).
Il 14 aprile 1985, seconda domenica di Pasqua, celebrando la messa per l'invio in Guinea-Bissau, ricevette a Ibiporã il crocifisso missionario. Due giorni dopo partì per Roma con padre Luiz Miranda e il seminarista Vicente Dornelas, entrambi del PIME e, dopo una sosta in Portogallo, arrivò in Guinea-Bissau, il 23 luglio 1985. A Mansôa studiò il creolo e venne introdotto alla conoscenza della cultura, della storia, della politica, delle religioni e della Chiesa del Paese. Il 23 febbraio 1986 cominciò il suo ministero di vicario parrocchiale della parrocchia di Nostra Signora della Grazia a Bafatá, il cui parroco era padre Antonio Clari. All'inizio del 1989 si trasferì a Suzana con padre Giuseppe Fumagalli e fratel Renato Rovelli, rimanendovi fino alla fine del 1993. In questo periodo fu anche delegato dal vescovo Settimio Ferrazzetta per il settore pastorale di Cacheu. Dal 1986 al 1998 collaborò nella formazione dei seminaristi della diocesi di Bissau, all'allora l'unica circoscrizione della Guinea Bissau. Dall'8 dicembre 1993 all'8 dicembre 1997 fu anche superiore regionale del PIME nel paese. Nel 1995 partecipò all'assemblea generale dell'Istituto e fu membro della commissione preparatoria della stessa.
Nel 1998, prima a Roma e poi a Detroit, si preparò ad un servizio nella formazione in Brasile: frequentò la scuola per formatori dei salesiani a Roma e ripassò la lingua inglese. Nel 1999 venne nominato pro-rettore della comunità del seminario filosofico dell'Istituto a Brusque e nel 2000 direttore spirituale dello stesso e vice superiore della regione Brasile Sud.

### Ministero episcopale
Il 13 marzo 2001 papa Giovanni Paolo II lo nominò primo vescovo della nuova diocesi di Bafatá. Ricevette l'ordinazione episcopale il 30 giugno successivo dall'arcivescovo metropolita di Londrina Albano Bortoletto Cavallin, co-consacranti il vescovo di Bissau José Câmnate na Bissign e quello di Parintins Giuliano Frigeni. Erano presenti altri nove vescovi brasiliani e stranieri; padre Gianbattista Zanchi, superiore generale del PIME, e padre Giuseppe Fumagalli, in rappresentanza dei confratelli operanti in Guinea Bissau. Come motto episcopale scelse l'espressione: "L'amore non passerà mai" (1 Cor 13,8). Prese possesso della diocesi il 18 agosto successivo. Fu il primo vescovo missionario brasiliano.
Durante i suoi venti anni come vescovo di Bafatá, oltre al ministero in diocesi, svolse vari servizi inter-diocesani: seguì la Caritas, Radio Sol Mansi e la commissione inter-diocesana per le Pontificie Opere Missionarie, accompagnò della vita consacrata e la pastorale del bambino e sostenne l'Università Cattolica della Guinea-Bissau (UCGB).
Fu anche membro del consiglio di amministrazione della Fondazione Giovanni Paolo II per il Sahel.
Nel febbraio del 2006 e nel novembre del 2014 compì la visita ad limina.
Morì dopo alcuni giorni di ricovero all'ospedale francescano di Cumura a Prabis poco dopo le 17 del 31 marzo 2021 all'età di 66 anni per COVID-19. Le esequie si tennero il 9 aprile alle ore 9 nella cattedrale di Nostra Signora della Grazia a Bafatá.

## Genealogia episcopale
La genealogia episcopale è:
- Cardinale Scipione Rebiba
- Cardinale Giulio Antonio Santori
- Cardinale Girolamo Bernerio, O.P.
- Arcivescovo Galeazzo Sanvitale
- Cardinale Ludovico Ludovisi
- Cardinale Luigi Caetani
- Cardinale Ulderico Carpegna
- Cardinale Paluzzo Paluzzi Altieri degli Albertoni
- Papa Benedetto XIII
- Papa Benedetto XIV
- Cardinale Enrico Enriquez
- Arcivescovo Manuel Quintano Bonifaz
- Cardinale Buenaventura Córdoba Espinosa de la Cerda
- Cardinale Giuseppe Maria Doria Pamphilj
- Papa Pio VIII
- Papa Pio IX
- Cardinale Alessandro Franchi
- Cardinale Giovanni Simeoni
- Cardinale Antonio Agliardi
- Cardinale Basilio Pompilj
- Cardinale Adeodato Piazza, O.C.D.
- Arcivescovo Sebastiano Baggio
- Arcivescovo Pedro Antônio Marchetti Fedalto
- Arcivescovo Albano Bortoletto Cavallin
- Vescovo Carlos Pedro Zilli, P.I.M.E.